# Riserva naturale speciale del Torrente Orba
La riserva naturale speciale del Torrente Orba è un'area naturale protetta della regione Piemonte istituita nel 1987 con la LR n.50 del 07/09/1987.
Occupa una superficie di 257,50 ha nella provincia di Alessandria e interessa i comuni di Bosco Marengo, Capriata d'Orba, Casal Cermelli, Predosa.
Si sovrappone a parte del SIC denominato Zona Speciale di Conservazione e Zona di Protezione Speciale Torrente Orba (Codice Rete Natura 2000 IT1180002), dell'estensione di 506 ettari.
La Riserva Naturale del Torrente Orba è inserita in un'area di pianura a predominante vocazione agricola, tanto che seminativi e pioppeti in alcuni tratti giungono fin sulle rive dell'Orba, per cui agli ambienti naturali si alternano gli ambienti agricoli. Il territorio è pianeggiante. La sua altitudine minima è di 102 m s.l.m.; l'altitudine massima è di 130 m s.l.m.
Nella riserva il manto boschivo è relativamente continuo e si compone di vari tipi forestali: nella zona golenale si trovano porzioni di bosco ripariale ancora integre, dominate da salici e pioppi, mentre nelle zone più asciutte trovano spazio querceti e robinieti. Ristrette aree di greto accompagnano il corso fluviale, mentre sui primi terrazzi, ove i suoli ciottolosi sono esclusi dalle dinamiche fluviali, si sviluppano le formazioni erbose delle praterie aride di greto, in parte colonizzate da vegetazione arbustiva.

## Fauna
Per ciò che riguarda la fauna il gruppo più interessante è quello degli uccelli: la comunità ornitica comprende 211 specie segnalate. Tra quelle presenti in periodo riproduttivo vi sono lo strillozzo (Emberiza calandra) e l'allodola (Alauda arvensis) e, in alcuni anni, la quaglia (Coturnix coturnix), specie connesse alla presenza di prati, ambienti divenuti rari in area planiziale.
Di notevole valore è anche la presenza di una colonia riproduttiva di ardeidi - la garzaia di Bosco Marengo - nella quale nidificano l'airone cenerino (Ardea cinerea), la garzetta (Egretta garzetta) e la nitticora (Nycticorax nycticorax), e recentemente, ad anni alterni, anche l'airone guardabuoi (Bubulcus ibis). Fra i mammiferi si segnala la recente ricomparsa del lupo (Canis lupus). Per quanto riguarda gli insetti, si rileva una numerosa presenza di Oxygastra curtisii, libellula tutelata a livello europeo.

## Flora
Dal punto di vista floristico il torrente Orba è considerato un'area importante a livello nazionale e, in particolare, nella Riserva sono ospitate numerose specie protette dalla L.R. n. 32/1982 tra cui Alyssoides utriculata, Leucojum vernum, Echinops sphaerocephalus, Galanthus nivalis, Iberis umbellata, Thalictrum aquilegifolium e le orchidee Anacamptis morio, Cephalanthera longifolia, Neotinea tridentata e Himantoglossum adriaticum.